# سنگ صبور
سنگ صبور رمانی از صادق چوبک است که در سال ۱۳۴۵ منتشر شده است.
اصطلاح سنگ صبور در فرهنگ عامهٔ ایرانی برای کسی یا چیزی به کار می‌رود که شنونده همه دردها و رنجهای آدمی است و معنای شکیبایی را دارد. سنگ صبور درد دل‌ها را می‌شنود و غم‌خواری می‌ورزد.
ساختار این رمان بر اساس تک گویی یا مونولوگ است. تمام شخصیت‌ها در فصولی جداگانه به شیوهٔ راوی اول شخص و به زبان گفتاری حرف می‌زنند. فن یا صناعت رمان، شیوهٔ جریان سیال ذهن است که جیمز جویس پیش‌تر در رمان معروف خود اولیس اجرا کرده بود.
احمدآقا شخصیت اصلی این رمان است، که با نگاهی تیزبین، خرافه، جهل و تهیدستی مردم شیراز یا مردم ایران را به تصویر می‌کشد.
تمام رمان و تمام تک گویی‌ها، بازتاب جهان تاریک و خون‌آلودی است که نویسنده از ایران در سال‌های نخستین قرن بیستم تصویر می‌کند. جنایتکاری بی‌رحم به نام سیف القلم در شیراز زن‌های صیغه‌رو را به دام انداخته و می‌کشد. احمدآقا در نقش معلم و نویسنده گویی ناخودآگاه روایت‌گر همه این فجایع از زبان شخصیت‌های این رمان است.
سنگ صبور یکی از آثار معروف چوبک، تصویری سیاه از زندگی آمیخته با فقر مردم شیراز است. محوریت رمان سنگ صبور توصیف‌ها و گرایش‌های سودازدهٔ جنسی از منظر شخصیت‌های داستان است. در بسیاری از بخش‌های رمان جهان‌بینی و نگرش اجتماعی شخصیت‌ها ارائه‌گر نوعی ابهام دهشتناک از جامعه است، طوری‌که فضای رمان را به کابوس هراس‌آوری بدل می‌کند که در آن همه‌چیز در ناامیدی ابدی ساکن مانده و امکان عبور و گذار از آن وجود ندارد. با توجه به ویژگی‌های برشمردهٔ این کتاب، می‌توان تأثیر مشهود آثار صادق هدایت در آن را مشاهده نمود.